# Jan Veverka
Jan Veverka (* 26. dubna 1976 Liberec) je český investor, filantrop a voják v aktivní záloze, novodobý veterán z misí v Afghánistánu a Mali. 
Veverka je nositelem vyznamenání Army Achievement Medal Armády Spojených států amerických a medaile 2. stupně Hlavního ředitelství rozvědky Ministerstva obrany Ukrajiny.

## Původ a vzdělání
Jan Veverka je potomkem liberecké větve bratranců Veverkových, vynálezců ruchadla. Jejich rodina byla v 50. letech perzekvována.
Od svých pěti let hrál lední hokej, poté vystudoval Sportovní základní školu U Školy v Liberci se zaměřením právě na lední hokej. Následně absolvoval Konzervatoř Jaroslava Ježka v Praze v oboru hry na pozoun se zaměřením na jazz. Studoval ve třídě profesora Bedřicha Beránka a Svatopluka Košvance.
Dále vystudoval obor Soudobé dějiny na Institutu mezinárodních studií Fakulty sociálních věd Univerzity Karlovy a Bezpečnostní studia na Vysoké škole CEVRO. Jeho diplomová práce tamtéž se věnovala tématu Red team jako armádní plánovací nástroj a jeho civilní varianta v obchodním prostředí.

## Byznys
Mezi lety 2003 a 2007 pracoval jako privátní bankéř v pražské pobočce americké banky Citibank, kde se staral o movitou klientelu.
V roce 2008 nastoupil do pozice tajemníka generálního ředitele Českých drah Petra Žaludy.
V roce 2011 založil v Curychu malý investiční butik Touzimsky Kapital, aby následně převedl jeho sídlo do Prahy. Název Touzimsky vychází z rodného příjmení zesnulé matky Jana Veverky, Polyxeny Veverkové, rozené Toužimské, jejíž rodina žije ve Švýcarsku. Prostřednictvím Touzimsky Kapital Veverka postupně investoval do společností BigBoard, Kiwi.com, Unigeo, EET pokladen Markeeta (dnes Dotykačka) nebo AR/VR pražské firmy Pocket Virtuality.
V posledních letech exitoval z většiny investic, včetně Kiwi.com, a ponechal si 20% podíl ve společnosti BigBoard.

## Vojenství
Internetový text o aktivních zálohách u 601. skupiny speciálních sil Armády České republiky v Prostějově Veverku v roce 2014 přiměl k tomu, aby do záloh tohoto elitního útvaru vstoupil. Během prvního roku služby začal Veverka cvičit s profesionální částí bojových skupin speciálních sil a následně prošel řadou domácích i zahraničních kurzů.
Následně se stal prvním bojově nasazeným vojákem z aktivních záloh v novodobé historii Armády České republiky. Postupně prošel bojovým nasazením v Afghánistánu v letech 2019 a 2020 a Mali v roce 2022. Za nasazení v Afghánistánu obdržel od Armády Spojených států amerických vyznamenání Army Achievement Medal s označením C device, které převzal v roce 2020 od velvyslance Spojených států amerických v České republice Stephena B. Kinga.
Jan Veverka obdržel od předsedy vlády Petra Fialy medaili Karla Kramáře.
V průběhu vojenské kariéry Veverka sloužil u všech útvarů speciálních sil napříč hodnostními sbory praporčíků a nižších a vyšších důstojníků.

## Politika
Ačkoliv pochází Jan Veverka z rodiny sociálních demokratů, od roku 1997 je členem Občanské demokratické strany.
Mezi lety 2006 a 2010 byl zastupitelem jeho rodného města Liberce. V roce 2008 byl společně s dalšími 22 zastupiteli napříč politickým spektrem obviněn z levného prodeje městského pozemku. Takřka po deseti letech byli všichni obvinění pravomocně zproštěni obžaloby a bylo jim vyplaceno odškodné za nezákonné stíhání.
S koncem svého mandátu zastupitele přestal být v ODS aktivní a od té doby je Veverka řadovým  členem Občanské demokratické strany v Janově nad Nisou, kde vlastní dům k rekreaci.

## Filantropie

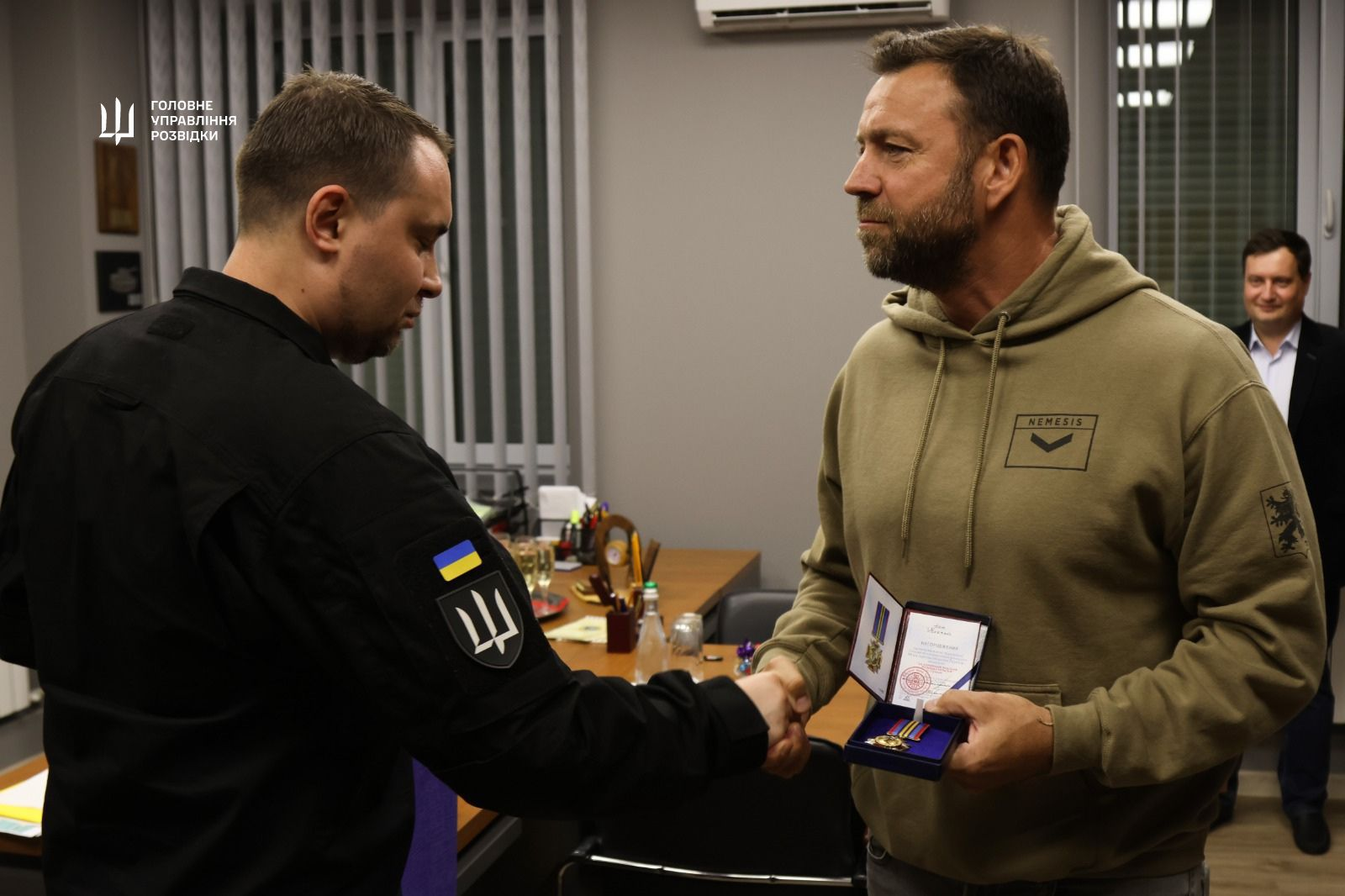
Jan Veverka přebírá vyznamenání od Kyryla Budanova, říjen 2024.

Po návratu ze zahraniční operace v Mali se zapojil do pomoci Ukrajině, kde od konce roku 2022 tráví značnou část svého času.
Na konci roku 2023 založil společně s hercem Ondřejem Vetchým, bezpečnostním analytikem Milanem Mikuleckým a bratry Kroupovými z organizace Post Bellum neziskový spolek Skupina D, který pořádá veřejnou sbírku na FPV drony s názvem Drony Nemesis. Čestným předsedou sbírky je náčelník Generálního štábu Armády ČR Karel Řehka. K červnu 2024 na tuto veřejnou sbírku přispěli lidé přes 170 milionů korun.
V říjnu 2024 obdržel vyznamenání od Hlavního ředitelství rozvědky Ministerstva obrany Ukrajiny, kdy „vedení Ukrajiny vysoce ocenilo jeho přínos k posílení schopností ukrajinské rozvědky“.